# Пентан
Пента́н — общее название для насыщенных ациклических углеводородов класса алканов, имеющих пять атомов углерода в углеродном скелете (от др.-греч. πέντε — пять). Существует три соединения-изомера, называемых пентанами — н-пентан, изопентан и неопентан — которые отличаются друг от друга строением и некоторыми физико-химическими свойствами. Например, н-пентан и изопентан представляют собой легколетучие подвижные жидкости с характерным запахом, а неопентан — бесцветный газ с характерным запахом. Если термин «пентан» употребляется без уточняющих приставок, то обычно под ним подразумевают н-пентан, пока не показано иное.

## Физические свойства
Температуры кипения пентанов колеблются от 9 до 36 ℃. Как и в случае с другими алканами, более разветвлённые изомеры, как правило, имеют более низкие температуры кипения.
То же самое справедливо и для температур плавления изомеров алканов. Так, температура плавления изопентана на 30 ℃ ниже, чем у н-пентана. Однако температура плавления неопентана, наиболее разветвлённого из трёх изомеров, на 100 ℃ выше , чем у изопентана. Аномально высокая температура плавления неопентана связана с тетраэдрическим строением молекулы, которое из-за стерических особенностей значительно повышает энтальпию плавления при прочих равных условиях.
Разветвлённые пентаны более стабильны и имеют более низкую стандартную энтальпию образования и удельную теплоту сгорания, чем н-пентан. Разница составляет 1,8 ккал/моль для изопентана и 5 ккал/моль для неопентана.

## Химические свойства
Как и другие алканы, пентаны в значительной степени инертны при стандартных условиях, однако при наличии достаточной энергии для активации (например, открытого пламени) они легко сгорают на воздухе с образованием диоксида углерода и воды:
{\displaystyle {\ce {C5H12 + 8O2 -> 5CO2 + 6H2O}}}
Как и другие алканы, пентаны подвергаются свободнорадикальному хлорированию:
{\displaystyle {\ce {C5H12 + Cl2 -> C5H11Cl + HCl}}}
Без использования катализаторов данные реакции неселективны, поэтому, например, при реакции н-пентана с хлором образуется смесь 1-, 2- и 3-хлорпентанов, а также хлорпроизводных пентана с бо́льшим количеством атомов хлора.

## Свойства изомеров
У пентана существуют 3 структурных изомера. Их строение и некоторые свойства представлены в таблице:
| Название                      | Формула        | Структурная формула | Температура плавления, ℃ | Температура кипения, ℃ | Плотность при 20 ℃, г/см³ | Октановое число (ИМ*) | Октановое число (ММ**) |
| ----------------------------- | -------------- | ------------------- | ------------------------ | ---------------------- | ------------------------- | --------------------- | ---------------------- |
| н-пентан                      | CH3(CH2)3CH3,  |                     | −129,8                   | 36,0                   | 0,621                     | 61,7                  | 61,9                   |
| 2-метилбутан (изопентан)      | (CH3)2CHCH2CH3 |                     | −159,9                   | 27,7                   | 0,616                     | 92,3                  | 90,3                   |
| 2,2-диметилпропан (неопентан) | (CH3)4C        |                     | −16,6                    | 9,5                    | 0,586 (при 0 ℃)           | 85,5                  | 83,0                   |

Примечания:
* — исследовательский метод
** — моторный метод

## Получение
Обычно пентаны выделяют путём фракционной перегонки из нефти или газового конденсата и очищают путём ректификации (последовательных перегонок). Также пентаны могут быть получены в процессе Фишера — Тропша из смеси CO и H2 (синтез-газа).

## Применение
Пентаны являются одними из основных вспенивающих агентов, используемых в производстве пенополистирола и других пен. Обычно для этих целей используется смесь н-пентана с изопентаном или циклопентаном.
Изопентан чаще всего получают путём кислотного катализа из н-пентана, что используется при производстве высокооктанового топлива.
Благодаря низким температурам кипения, низкой стоимости и относительной безопасности пентаны используются в качестве рабочего тела на геотермальных электростанциях. Также пентаны используются как компонент смеси в хладагентах.
Смесь пентанов применяют как сырьё для процесса изомеризации. Часть н-пентана при этом превращается в изопентан и (в меньшей степени) в неопентан. Обогащённая изопентаном фракция используется как компонент бензинов или сырья для получения изопрена, который, в свою очередь, является прекурсором для синтеза синтетических каучуков. Также пентаны в составе прямогонных бензиновых фракций нефти используются при производстве нефтяных растворителей.
Пентаны относительно недороги и являются самыми летучими жидкими алканами при комнатной температуре, поэтому их часто используют в лабораторной и производственной практиках в качестве растворителей, которые можно легко и быстро испарять. Однако из-за их высокой неполярности они растворяют только такие же неполярные соединения. Пентаны хорошо смешиваются с большинством неполярных растворителей, таких как галогенуглеводороды, ароматические соединения и простые эфиры. Также пентаны часто применяют в качестве элюента в жидкостной хроматографии.